# 国際連合安全保障理事会決議187
国際連合安全保障理事会決議187（こくさいれんごうあんぜんほしょうりじかいけつぎ187、英: United Nations Security Council Resolution 187）は、1964年3月13日に国際連合安全保障理事会で採択された決議である。キプロス問題に関係する。
安保理は、キプロス、ギリシャ、トルコの各国連代表から聴取し、現地の動向に深い憂慮を表す一方で、国際連合キプロス平和維持軍となる軍が編成され、現地に向かう途上であるとする国際連合事務総長の報告に留意した。
また、すべての加盟国に対して国際連合憲章に基づく義務に従うことを改めて要請し、国連事務総長に対して引き続き尽力するように要求した。